# Liesek
Liesek (maďarsky Ljeszek, polsky Lesek) je obec na Slovensku v okrese Tvrdošín. V obci žije přibližně 3 100 obyvatel.

## Historie

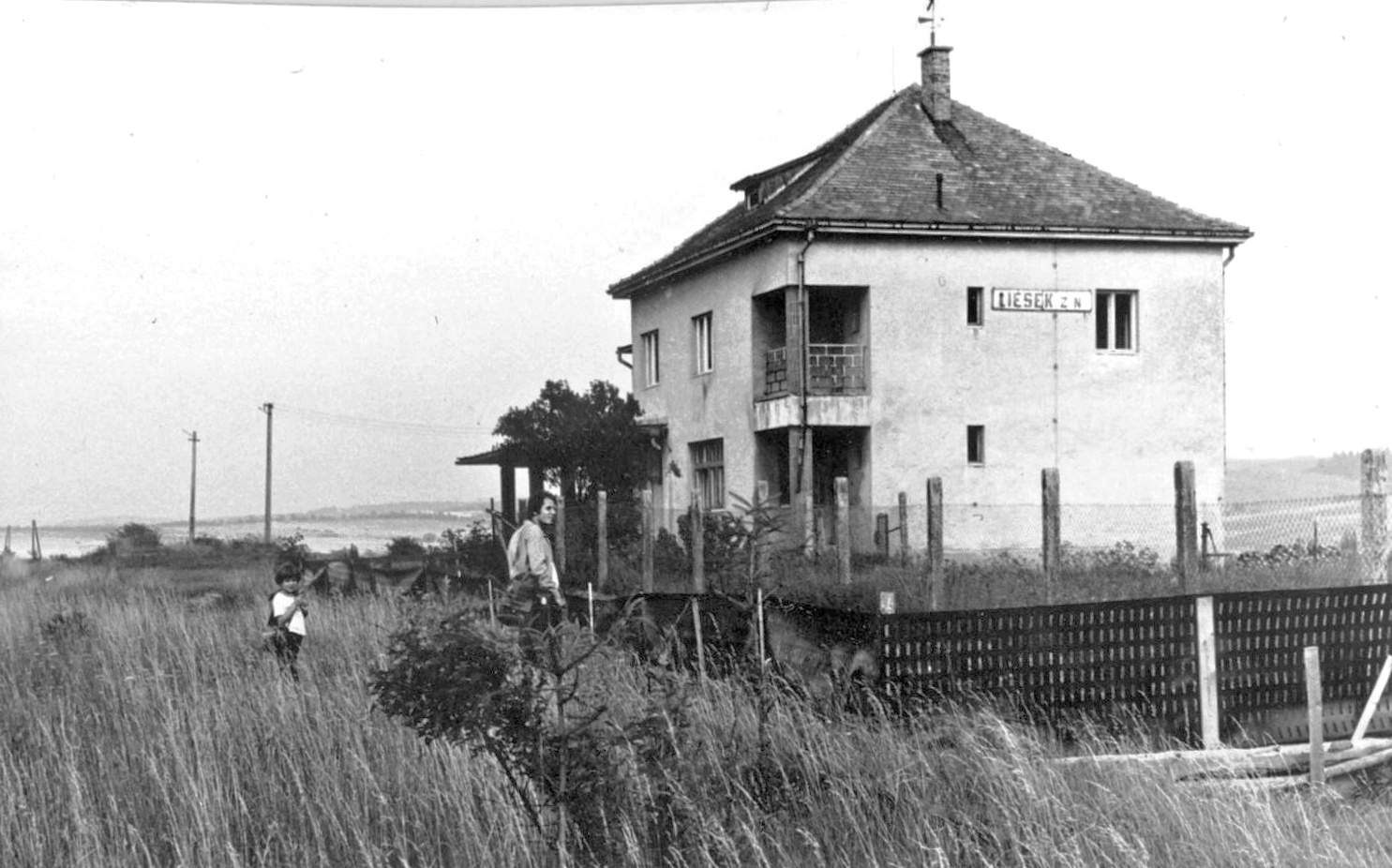
Budova bývalého nádraží Liesek na zrušené trati Trstená – Suchá Hora (stav v roce 1987)

Obec založil v roce 1558 hrabě František Turzo. Měla jen tři domy a původními obyvateli byli pastýři ovcí. Od svého vzniku má zemědělský charakter, ale obyvatelé se věnovali i plátenictví, košíkářství a obchodování s obilím a vápnem.
V obci se nachází barokní kostel sv. Michala archanděla, který byl vysvěcen v roce 1818 a rozšířen v letech 1996–1998. Rozšíření inicioval místní farář Štefan Koma. Kostel je zajímavý pro unikátní spojení barokního a moderního funkcionalistického stylu.
Koncem 19. století (přesněji 21. prosince 1899) byl Liesek napojen na železniční trať Kraľovany – Suchá Hora. V okolí obce se dolovalo kamenné uhlí. V 19. století obyvatelé obce často emigrovali za prací.
V roce 1916 byl v Liesku založen dobrovolný hasičský sbor.
Po skončení 2. světové války zbylo z Liesku jen spáleniště, když ze 304 domů zůstalo nepoškozených jen 26 v části Bugaj. Obec byla osvobozena 29. března 1945.

## Osobnosti
V obci se narodil Martin Ťapák (*13. říjen 1926) – filmový režisér, herec, tanečník a choreograf.